# Dvorišće Ozaljsko
Dvorišće Ozaljsko – wieś w Chorwacji, w żupanii karlowackiej, w mieście Ozalj. W 2011 roku liczyła 49 mieszkańców.